# Bośnia i Hercegowina
Bośnia i Hercegowina (bośn. i chorw.: Bosna i Hercegovina, serb. Босна и Херцеговина, Bosna i Hercegovina, skrótowo BiH) – państwo federacyjne ze stolicą w Sarajewie położone w południowej Europie, na Półwyspie Bałkańskim. Graniczy na północy, zachodzie i południu z Chorwacją, na wschodzie z Serbią, a na południowym wschodzie z Czarnogórą. Od południowego zachodu ma dostęp do Morza Adriatyckiego.
Jako suwerenne państwo Bośnia i Hercegowina funkcjonuje od marca 1992 roku, kiedy proklamowana została niepodległość Republiki Bośni i Hercegowiny, co ostatecznie doprowadziło do rozpadu Jugosławii i było zarazem jedną z przyczyn wybuchu trwającej ponad trzy i pół roku wojny domowej, zakończonej podpisaniem w Dayton układu pokojowego, którego częścią było uchwalenie konstytucji nadającej Bośni i Hercegowinie obecny kształt i ustrój polityczny. Efektem tego jest obowiązujący podział kraju na dwie główne, autonomiczne jednostki administracyjne – Federację Bośni i Hercegowiny oraz Republikę Serbską, a także znajdujący się pomiędzy nimi Dystrykt Brczko.
Bośnia i Hercegowina jest członkiem Organizacji Narodów Zjednoczonych, Światowej Organizacji Zdrowia, Rady Europy, Grupy 77, Organizacji Bezpieczeństwa i Współpracy w Europie, Środkowoeuropejskiego Porozumienia o Wolnym Handlu, Międzynarodowej Agencji Energii Atomowej, Unii na rzecz Regionu Morza Śródziemnego oraz Inicjatywy Środkowoeuropejskej, ubiega się o członkostwo w NATO, a także jest potencjalnym kandydatem do dołączenia do Unii Europejskiej.
Oficjalną walutą jest marka zamienna.

## Etymologia nazwy
Terytorium Bośni i Hercegowiny obejmuje obszar dwóch regionów historycznych i geograficznych – Bośni (zajmującej około 80% powierzchni kraju) oraz Hercegowiny. Jednoznaczne określenie granic pomiędzy nimi nie jest łatwe do ustalenia na skutek długotrwałego związku tych regionów i bycia poddanymi wspólnej władzy od czasów średniowiecza.
Pierwsze powszechnie uznawane wzmianki o Bośni sięgają połowy X wieku (między 948 a 952 rokiem). Wtedy to bizantyjski cesarz Konstantyn VII Porfirogeneta opisując te tereny w podręczniku polityczno-geograficznym użył określenia χωρίον Βοσώνα (gr. mała kraina Bosony).
Uważa się, że nazwa pochodzi od hydronimu rzeki Bośni przepływającej przez środkową Bośnię. W czasach starożytnych funkcjonowały dwie nazwy: Bossina i Bosona. Według filologa Antona Mayera nazwa Bosna mogłaby pochodzić od iliryjskiego „Bass-an-as”, co pochodzi od protoindoeuropejskiego rdzenia „bos” lub „bogh” – oznaczającego „bieżącą wodę”. Według angielskiego mediewisty Williama Millera, słowiańscy osadnicy w Bośni „zaadaptowali łacińskie wyrażenie [...] Basante, do własnego języka, nazywając strumień Bośnia i siebie Bośniakami.
Pochodzenie nazwy Hercegowina („ziemia herzoga”, od niemieckiego słowa „książę”) sięga XV wieku i pochodzi od tytułu bośniackiego magnata Stjepana Vukčića Kosača, „Herceg (Herzog) z Hum i wybrzeża” (1448). Przez dodanie końcówki -ovina (kraj), teren przez niego zajmowany oto był rozpoznawany jako Herzegovina. Hum, dawniej Zahumle, było wczesnośredniowiecznym księstwem, które zostało podbite przez Banat Bośni w pierwszej połowie XIV wieku. Region był administrowany przez Osmanów jako Sandżak Hercegowiny (Hersek) w Ejalecie Bośni, aż do powstania krótkotrwałego Ejaletu Hercegowiny w latach 30. XIX wieku, który to ponownie pojawił się w latach 50. XIX wieku, po czym jednostka stała się powszechnie znana jako Bośnia i Hercegowina.
Po ogłoszeniu niepodległości w 1992 roku nazwa państwa początkowo brzmiała Republika Bośni i Hercegowiny, jednakże w uchwalonej trzy lata później konstytucji została ona zmieniona na obecnie funkcjonującą Bośnia i Hercegowina.

## Geografia

### Położenie
Bośnia i Hercegowina położona jest w południowej Europie, w zachodniej części Półwyspu Bałkańskiego. Całkowita powierzchnia BiH wynosi 51 209,2 km², z czego 51 197 km² stanowi obszar lądowy (w tym wody śródlądowe zajmują 10 km², co odpowiada niespełna 0,02%), a 12,2 km² – morze terytorialne. Państwo to leży na półkuli północnej i wschodniej pomiędzy 42° a 46° szerokości geograficznej północnej i między 15° a 20° długości geograficznej wschodniej.
Współrzędne geograficzne skrajnych punktów Bośni i Hercegowiny:
- 45°16′30″N 16°55′56″E – Donja Gradina (gmina Kozarska Dubica)
- 42°33′00″N 18°32′34″E – Podštirovnik (miasto Trebinje)
- 44°03′00″N 19°37′41″E – Žlijebac (gmina Bratunac)
- 44°49′30″N 15°44′30″E – Bugar (miasto Bihać)

Rozciągłość południkowa równa się 314 km (2°43′30″), a rozciągłość równoleżnikowa – 309 km (3°53′41″).
Łączna długość granic wynosi 1538 km, na co składają się granice – lądowa (774 km), rzeczna (751 km) i morska (13 km). Bośnia i Hercegowina graniczy z:
- Chorwacją (932 km – w tym 494 km granicy lądowej, 425 km rzecznej i 13 km morskiej)
- Serbią (357 km – w tym 84 km granicy lądowej i 273 km rzecznej)
- Czarnogórą (249 km – w tym 196 km granicy lądowej i 53 km rzecznej)

Po wstąpieniu Chorwacji do Unii Europejskiej w dniu 1 lipca 2013 roku, granica chorwacko-bośniacka stała się jedną z najdłuższych zewnętrznych granic UE.
Bośnia i Hercegowina ma dostęp do Morza Adriatyckiego na około 20-kilometrowym odcinku wybrzeża w okolicy miejscowości Neum – jedynym nadmorskim kurorcie w kraju, który oddziela część chorwackiego terytorium z Dubrownikiem od reszty kraju, będącym od lipca 2013 roku unijną eksklawą.

### Warunki naturalne

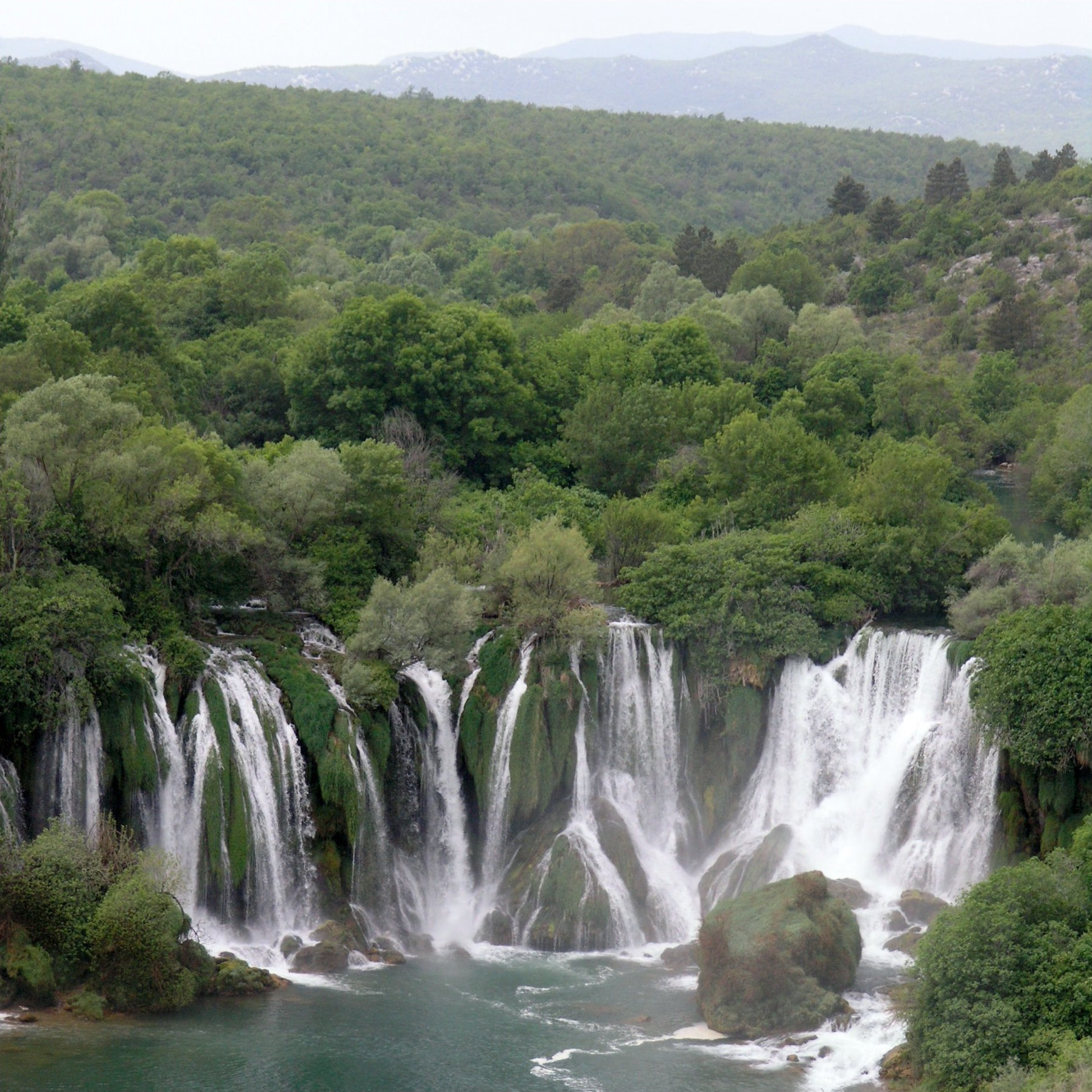
Wodospady Kravice

Bośnia i Hercegowina jest krajem górzystym – powyżej 200 m n.p.m. znajduje się blisko 90% jej obszaru. Większość terytorium obejmują Góry Dynarskie – młode góry powstałe w orogenezie alpejskiej, zbudowane przeważnie z wapieni, dolomitów, łupków i piaskowców. Liczne pasma górskie, a wśród nich Kozara, Grmeč, Vlašić, Čvrsnica, Prenj, Romanija, Jahorina, Bjelašnica i Treskavica biegną z północnego zachodu w kierunku południowo-wschodnim. Na granicy z Czarnogórą znajduje się najwyższy szczyt Bośni i Hercegowiny – Maglić (2386 m n.p.m.)
Na północno-wschodnim obszarze tego kraju znajduje się niewielka część Kotliny Panońskiej. Blisko połowa terytorium kraju jest zalesiona.
Bośnia i Hercegowina leży w strefie klimatu przejściowego między klimatem kontynentalnym a śródziemnomorskim. W zimie temperatury są bardzo niskie oraz występują częste wiatry, powodujące sztormy. Z kolei lata są upalne, przy czym z reguły na południu kraju występują wyższe temperatury.
Do największych rzek Bośni i Hercegowiny należą Sawa (wraz z jej prawymi dopływami – Una, Sana i Vrbas), Neretwa, Bośnia i Drina. Większość rzek ma swoje zlewiska w Morzu Czarnym, tylko nieliczne uchodzą do Adriatyku. Na terenie kraju występuje kilka dużych jezior, które zostały sztucznie utworzone przez człowieka.

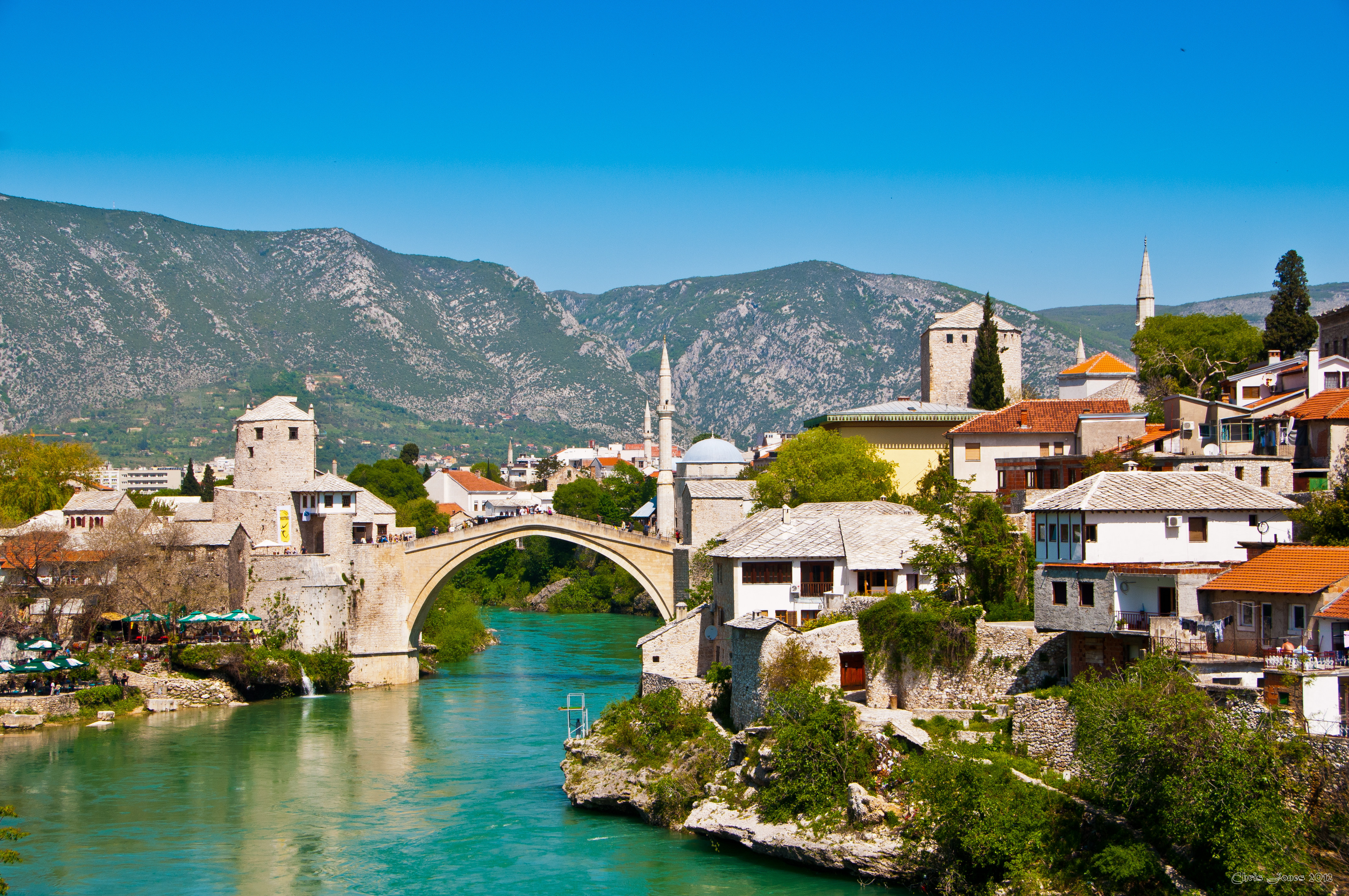
Stary Most w Mostarze został zbudowany za czasów osmańskich, w drugiej połowie XVI wieku

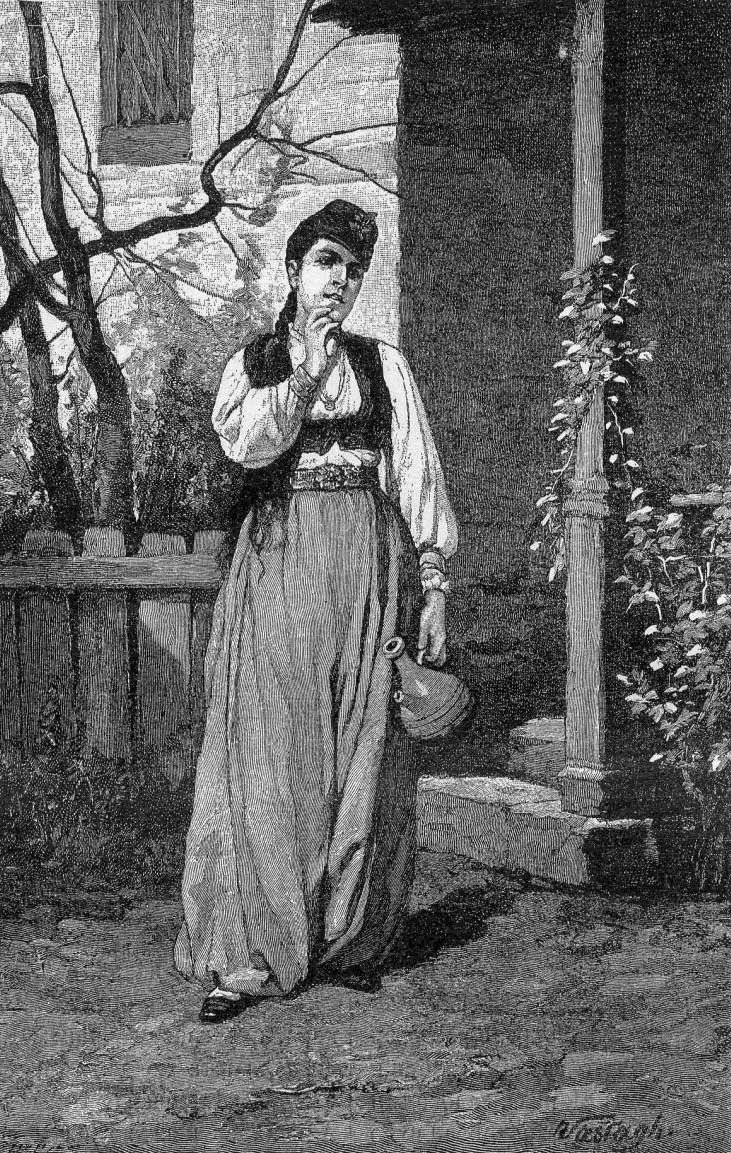
Boszniaczka w tradycyjnym stroju, 1899

### Obszary chronione
W Bośni i Hercegowinie utworzono cztery parki narodowe: Park Narodowy Kozara (34 km²), Park Narodowy Una (198 km²), Park Narodowy Drina (63 km²) i Park Narodowy Sutjeska (173 km²), a także osiem parków przyrody – m.in. Hutovo Blato, Blidinje oraz Bardača.

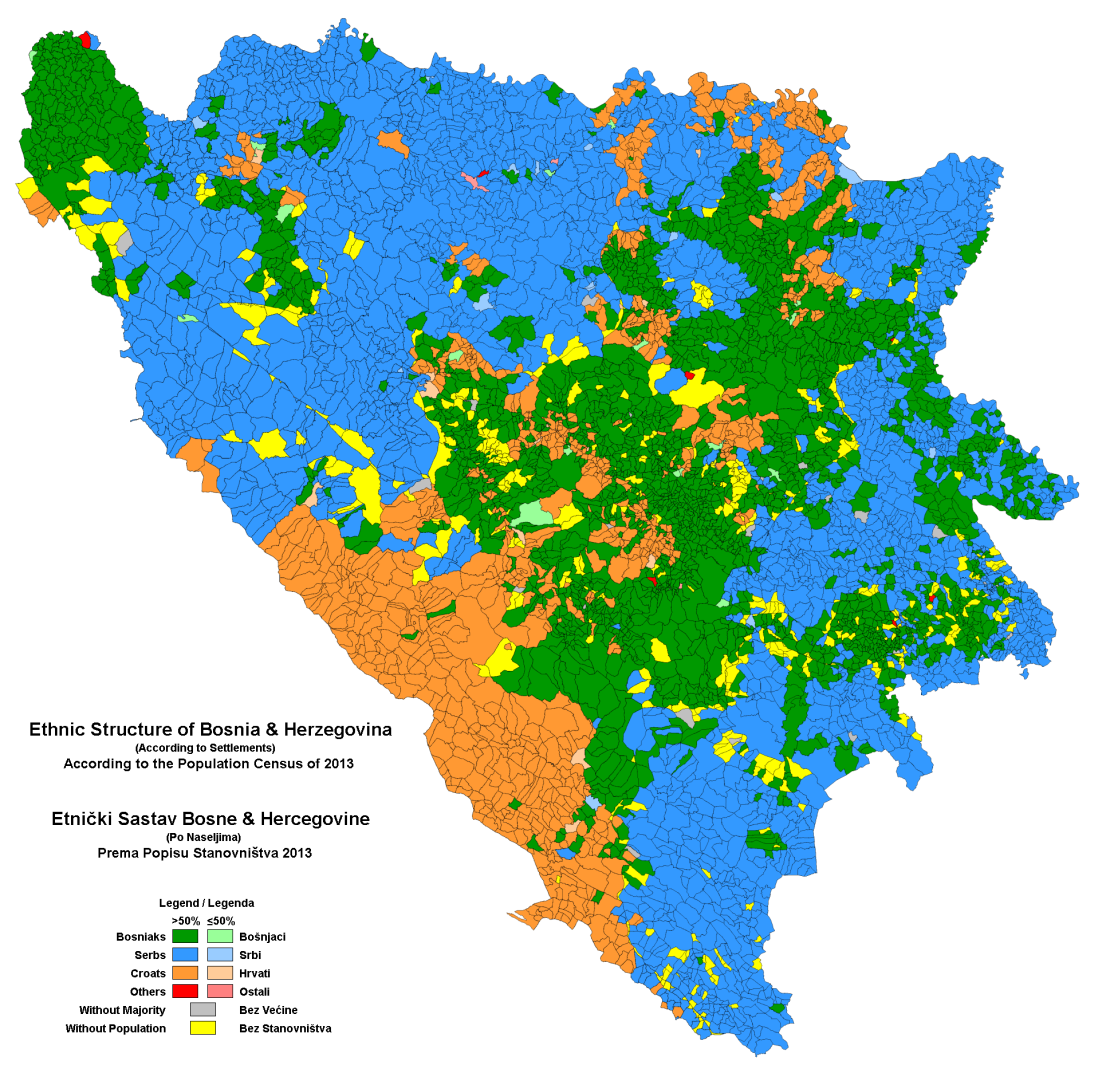
Struktura etniczna Bośni i Hercegowiny (2013)
Boszniacy
Serbowie
Chorwaci

      Boszniacy
      Serbowie
      Chorwaci

## Historia
Traktat berliński (1878) postanawiał o oddaniu Bośni i Hercegowiny pod administrację austriacką.
5 października 1908 Austro-Węgry dokonały aneksji Bośni i Hercegowiny. Po pierwszej wojnie światowej Bośnia i Hercegowina weszła w skład SHS, a potem Królestwa Jugosławii. Od 1941 w granicach Niepodległego Państwa Chorwackiego. Po wojnie Socjalistyczna Republika Bośni i Hercegowiny w składzie Socjalistycznej Federacyjnej Republiki Jugosławii.
W Sarajewie odbywały się Zimowe Igrzyska Olimpijskie w 1984 r.
Bośnia i Hercegowina uzyskała niepodległość w referendum 1992, ale Serbowie zbojkotowali wyniki głosowania i utworzyli własne państwo – Republikę Serbską ze stolicą w Banja Luce.

## Demografia
Bośnię i Hercegowinę zamieszkuje obecnie 3 791 662 mieszkańców. Główne skupiska ludności znajdują się w dolinach rzek i kotlinach śródgórskich. Do najważniejszych grup etnicznych zamieszkujących kraj należą: Boszniacy – 51%, Serbowie – 31% i Chorwaci – 15%. Trwająca trzy lata wojna domowa doprowadziła do ogromnych strat ludnościowych i gruntownych zmian etnicznych w strukturze etnicznej kraju. Przyrost naturalny wynosi 0,5‰. Średnia długość życia dla mężczyzn to 74 lata, a dla kobiet 82 lata. Średnia gęstość zaludnienia to 76 osób na km². W miastach mieszka 44% ludności.
| Narodowość             | spis 1948 | spis 1948 | spis 1953 | spis 1953 | spis 1961 | spis 1961 | spis 1971 | spis 1971 | spis 1981 | spis 1981 | spis 1991 | spis 1991 | spis UNHCR 1996 | spis UNHCR 1996 | spis 2013 | spis 2013 | spis 2016 | spis 2016 |
| Narodowość             | Liczba    | %         | Liczba    | %         | Liczba    | %         | Liczba    | %         | Liczba    | %         | Liczba    | %         | Liczba          | %               | Liczba    | %         | Liczba    | %         |
| ---------------------- | --------- | --------- | --------- | --------- | --------- | --------- | --------- | --------- | --------- | --------- | --------- | --------- | --------------- | --------------- | --------- | --------- | --------- | --------- |
| Boszniacy              | 788 403   | 30,7      | 891 800   | 31,3      | 842 248   | 25,7      | 1 482 430 | 39,6      | 1 629 924 | 39,5      | 1 902 956 | 43,5      | 1 805 910       | 46,1            | 1 819 997 | 48        | 1 769 592 | 50,11     |
| Serbowie               | 1 136 116 | 44,3      | 1 264 372 | 44,4      | 1 406 057 | 42,9      | 1 393 148 | 37,2      | 1 320 644 | 32,0      | 1 366 104 | 31,2      | 1 484 530       | 37,9            | 1 251 248 | 33        | 1 086 733 | 30,78     |
| Chorwaci               | 614 123   | 23,9      | 654 229   | 23        | 711 665   | 21,7      | 772 491   | 20,6      | 758 136   | 18,4      | 760 852   | 17,4      | 571 317         | 14,6            | 568 749   | 15        | 544 780   | 15,43     |
| Jugosłowianie          |           |           |           |           | 275 883   | 8,4       | 43 796    | 1,2       | 326 280   | 7,9       | 242 682   | 5,5       |                 |                 |           |           |           |           |
| Czarnogórcy            | 3094      | 0,1       | 7336      | 0,3       | 12 828    | 0,4       | 13 021    | 0,3       | 14 114    | 0,3       | 10 071    | 0,2       |                 |                 |           |           |           |           |
| Romowie                | 442       | 0         | 2297      | 0,1       | 588       | 0         | 1456      | 0         | 7251      | 0,2       | 8864      | 0,2       |                 |                 |           |           |           |           |
| Albańczycy             |           |           |           |           | 3642      | 0,1       | 3764      | 0,1       | 4396      | 0,1       | 4925      | 0,1       |                 |                 |           |           |           |           |
| Pozostali/nieokreśleni | 23 099    | 0,9       | 25 000    | 1         | 28 679    | 0,8       | 36 005    | 1         | 63 263    | 1,5       | 80 579    | 1,9       | 58 196          | 1,5             |           |           | 130 054   | 3,62      |
| Suma                   | 2 565 277 | 2 565 277 | 2 847 790 | 2 847 790 | 3 277 948 | 3 277 948 | 3 746 111 | 3 746 111 | 4 124 008 | 4 124 008 | 4 377 033 | 4 377 033 | 3 919 953       | 3 919 953       | 3 791 662 | 3 791 662 | 3 531 159 | 3 531 159 |
|                        |           |           |           |           |           |           |           |           |           |           |           |           |                 |                 |           |           |           |           |

### Miasta

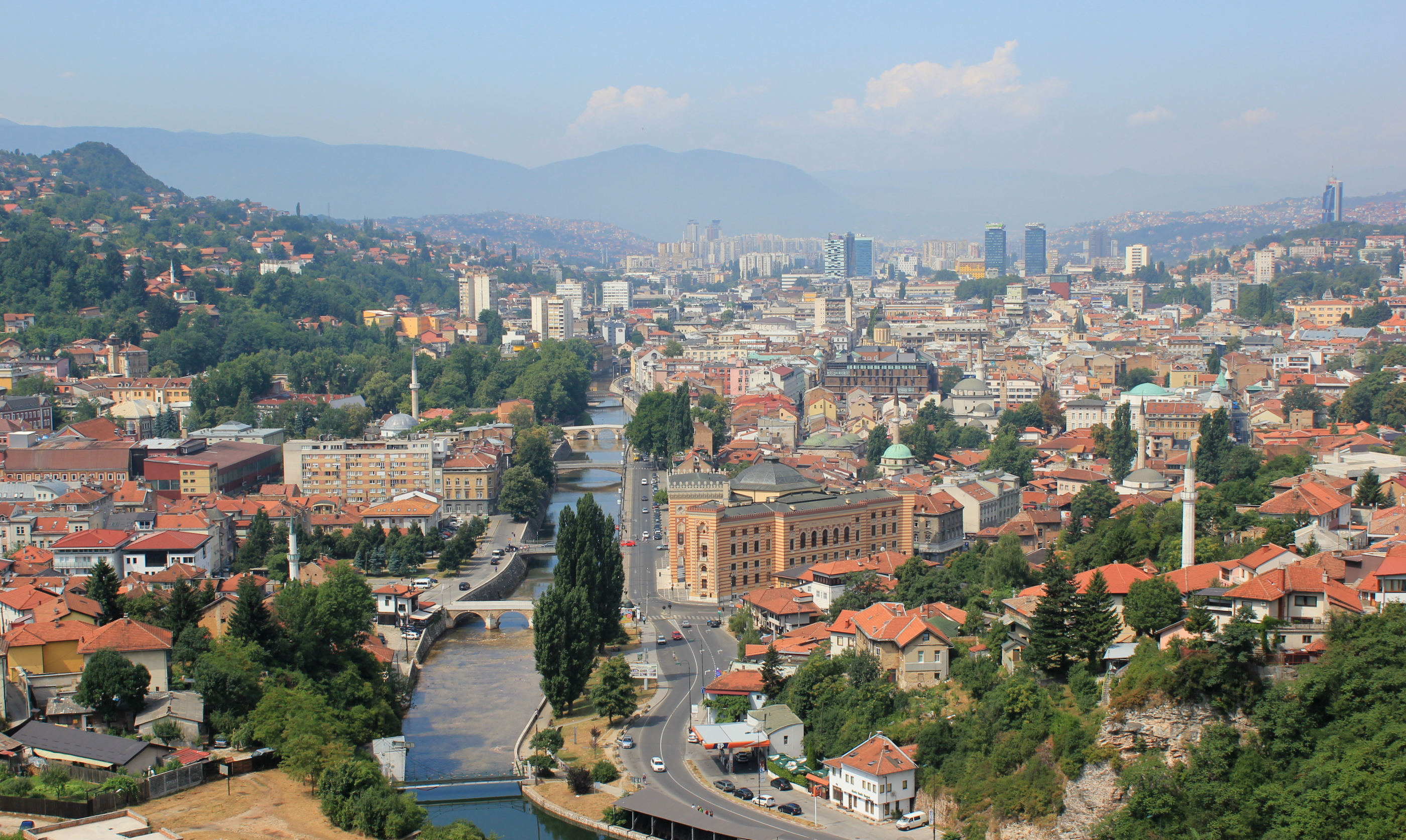
Sarajewo

Najludniejsze miasta Bośni i Hercegowiny (powyżej 100 tysięcy mieszkańców w 2012 roku):
| Miasto     | Liczba ludności | Powierzchnia (km²) | Region                        |
| ---------- | --------------- | ------------------ | ----------------------------- |
| Sarajewo   | 300 855         | 141,5 km²          | Federacja Bośni i Hercegowiny |
| Banja Luka | 238 353         | 123,9 km²          | Banja Luka                    |
| Mostar     | 105 448         | 1175 km²           | Federacja Bośni i Hercegowiny |

## Religie

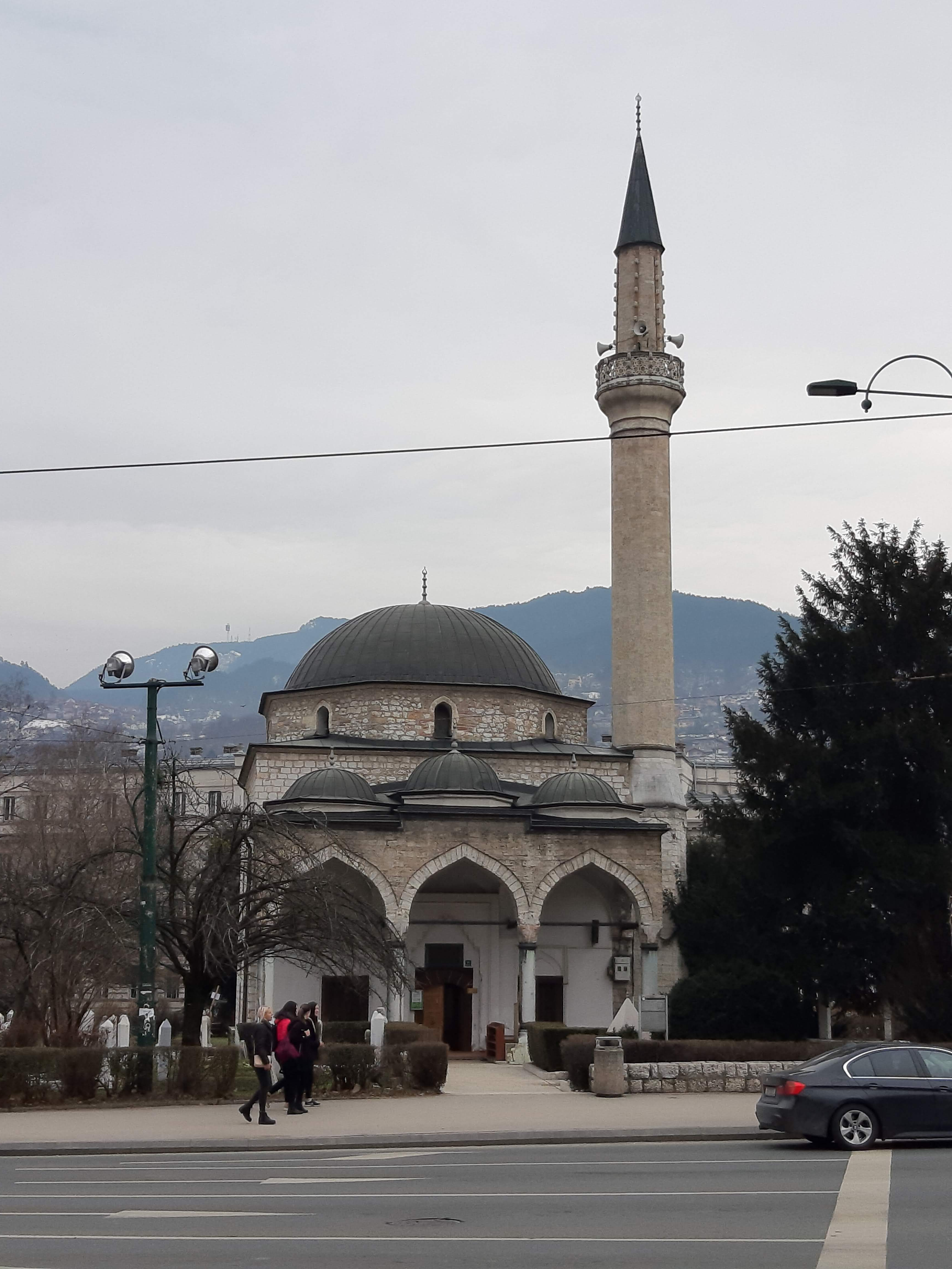
Meczet Ali Paszy

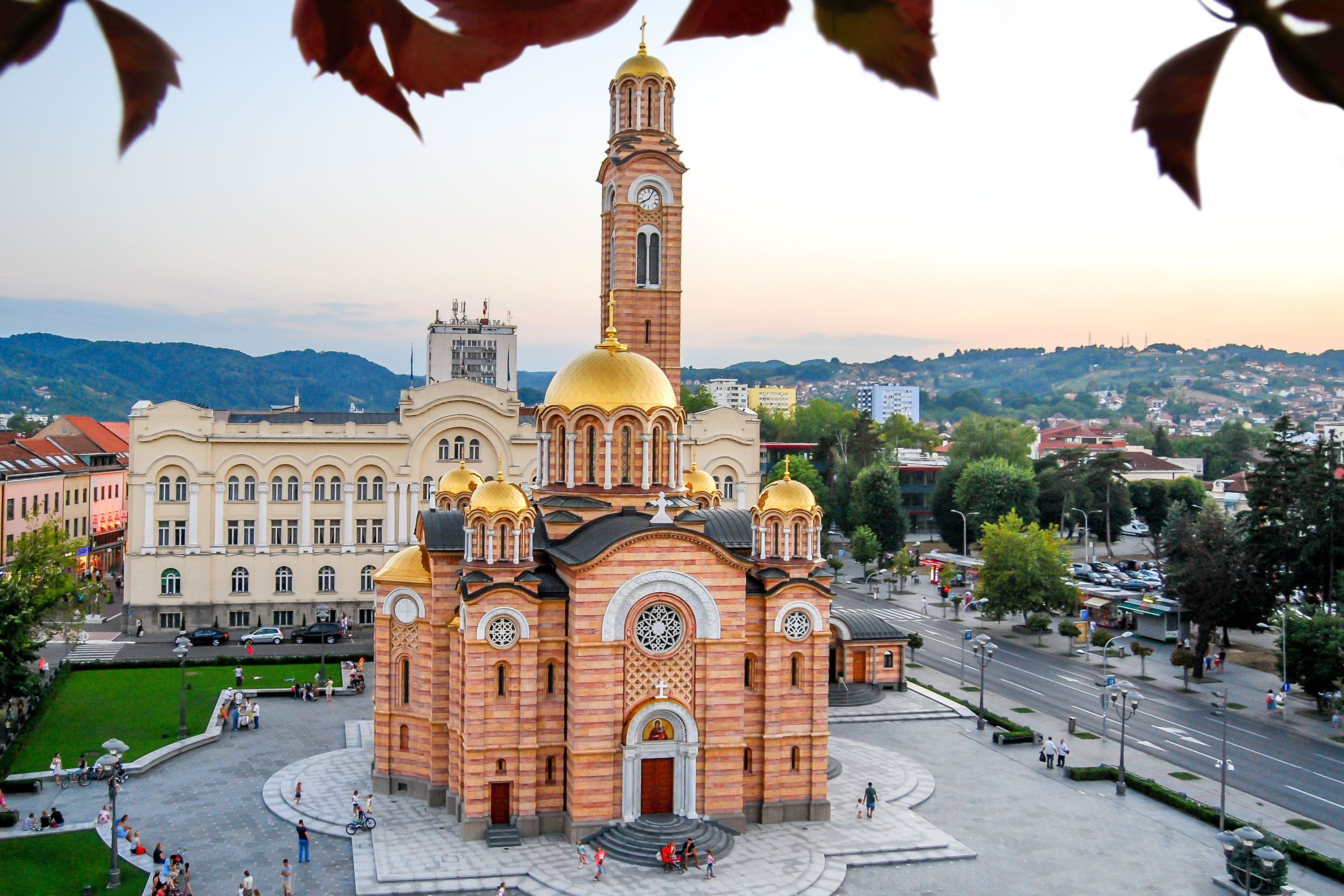
Sobór Chrystusa Zbawiciela w Banja Luce

- 1961:
  - prawosławni (43%),
  - muzułmanie (26%),
  - katolicy (22%),
  - pozostali (9%)
- Po wojnie:
  - muzułmanie (40%),
  - prawosławni (31%),
  - katolicy (15%),
  - pozostali (14%)
- 2005:
  - muzułmanie (45%),
  - prawosławni (36%),
  - katolicy (15%),
  - pozostali (4%),
- 2013:
  - muzułmanie (51%),
  - prawosławni (31%),
  - katolicy (15%),
  - pozostali (3%),

## Polityka

### Ustrój polityczny
Bośnia i Hercegowina jest republiką federacyjną, według konstytucji z 1995 r. składającą się z dwóch członów – Federacji Bośni i Hercegowiny oraz Republiki Serbskiej. Na terenie kraju co 4 lata (parzyste, nieprzestępne) odbywają się wybory powszechne (Opći izbori), w których wybierani są członkowie prezydium oraz parlamentu, a także władze na szczeblu federacyjnym i kantonalnym. Z taką samą częstotliwością (w latach przestępnych) przeprowadzane są wybory lokalne (Lokalni izbori) do rad gmin.

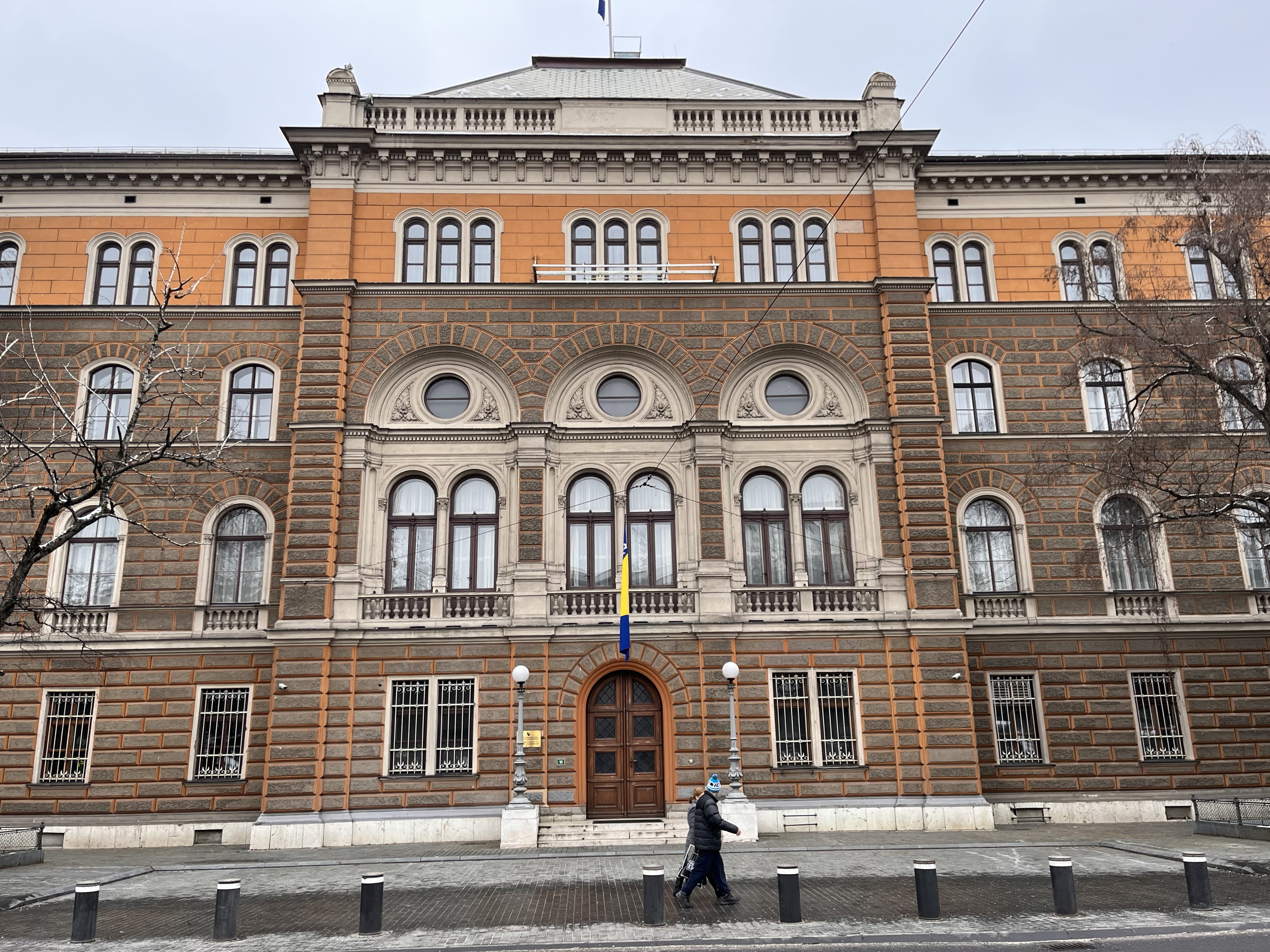
Budynek Prezydium w centrum Sarajewa

Funkcję głowy państwa pełni trzyosobowe Prezydium Bośni i Hercegowiny (Predsjedništvo Bosne i Hercegovine), złożone z przedstawicieli głównych grup etnicznych: boszniackiej, chorwackiej i serbskiej. Na jego czele stoi przewodniczący, zmieniający się rotacyjnie co 8 miesięcy.

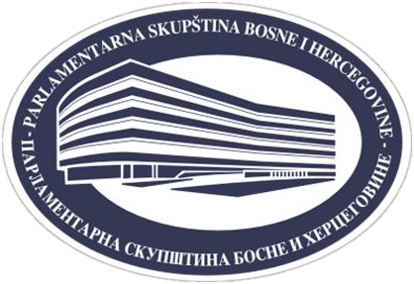
Logo Zgromadzenia Parlamentarnego Bośni i Hercegowiny

Władza ustawodawcza Bośni i Hercegowiny na szczeblu centralnym należy do dwuizbowego parlamentu – Skupsztiny (Parlamentarna skupština Bosne i Hercegovine). Składa się na niego Izba Reprezentantów (Predstavnički dom/Zastupnički dom), w którym zasiada 42 posłów – 2/3 wybieranych jest na terenie Federacji Bośni i Hercegowiny, a 1/3 w Republice Serbskiej podczas powszechnego głosowania. Członkowie 15-osobowej Izby Narodów (Dom naroda) mianowani są zaś przez parlamenty poszczególnych federacji, w takich samych proporcjach – 10 przedstawicieli (5 Boszniaków i 5 Chorwatów) wybiera Izba Narodów Federacji Bośni i Hercegowiny, a pozostałych 5 (Serbowie) Zgromadzenie Narodowe Republiki Serbskiej. Władzę wykonawczą reprezentuje 10-osobowa Rada Ministrów (Vijeća ministara), z Premierem (Predsjedavajući Vijeća ministara) na czele, nominowanym przez Prezydium i zatwierdzanym przez Izbę Reprezentantów. Nie więcej niż 6 ministrów może być powołanych z terytorium Federacji, a dwaj wicepremierzy muszą reprezentować inne grupy etniczne niż Premier.
Federację Bośni i Hercegowiny reprezentuje Prezydent (Predsjednik Federacije Bosne i Hercegovine), którego wraz z dwoma wiceprezydentami (przedstawiciele dwóch pozostałych grup etnicznych) zatwierdzają większością głosów obie izby Parlamentu Federacji (Parlament Federacije Bosne i Hercegovine) – Izba Reprezentantów Federacji (Predstavnički dom Parlamenta Federacije Bosne i Hercegovine), w skład której wchodzi 98 posłów wybieranych w powszechnym głosowaniu oraz Izba Narodów Federacji (Dom naroda Parlamenta Federacije Bosne i Hercegovine), której 58 przedstawicieli wyznaczają poszczególne kantony, z zachowaniem proporcji, zgodnie z którą w Izbie zasiada po 17 reprezentantów głównych grup etnicznych oraz 7 przedstawicieli mniejszości. Władza wykonawcza w Federacji należy do Rządu (Vlada Federacije Bosne i Hercegovine) z Premierem i 16 ministrami (8 Boszniaków, 5 Chorwatów i 3 Serbów), którego nominuje federacyjny Prezydent i zatwierdza Izba Reprezentantów. Ponadto na czele każdego z 10 kantonów wchodzących w skład Federacji Bośni i Hercegowiny stoi premier wraz z rządem, a władzę ustawodawczą reprezentuje Zgromadzenie (Skupština Kantona/Skupština Županije), którego liczba przedstawicieli (od 21 do 35) odpowiada wielkości kantonu pod względem zaludnienia.
Na terenie Republiki Serbskiej podczas powszechnych wyborów wybierani są Prezydent Republiki (Predsjednik Republike Srpske) oraz dwaj wiceprezydenci – Boszniak i Chorwat, którzy uzyskali najwięcej głosów. Władza ustawodawcza należy do jednoizbowego parlamentu – Zgromadzenia Narodowego Republiki Serbskiej (Narodna skupština Republike Srpske), w którym zasiada 83 posłów, natomiast władza wykonawcza – do Rządu (Vlada Republike Srpske) z Premierem, wicepremierami reprezentującymi pozostałe grupy etniczne i 16 ministrami. Nominuje ich Prezydent Republiki, a zatwierdza Zgromadzenie Narodowe. Funkcję doradczą pełni Senat (Senat Republike Srpske) z 55 członkami desygnowanymi przez Prezydenta.
Do głównych partii politycznych Bośni i Hercegowiny należą: Partia Akcji Demokratycznej (Stranka demokratske akcije), Socjaldemokratyczna Partia Bośni i Hercegowiny (Socijaldemokratska partija Bosne i Hercegovine), Sojusz Niezależnych Socjaldemokratów (Savez nezavisnih socijaldemokrata), Serbska Partia Demokratyczna (Srpska demokratska stranka), Chorwacka Wspólnota Demokratyczna w Bośni i Hercegowinie (Hrvatska demokratska zajednica Bosne i Hercegovine) oraz Front Demokratyczny (Demokratska fronta).
Obecnie Bośnia i Hercegowina stara się o przyjęcie do Unii Europejskiej. W 2016 roku złożyła wniosek o członkostwo do Unii Europejskiej, a w grudniu 2022 roku otrzymała status kraju kandydującego. 

### Podział administracyjny

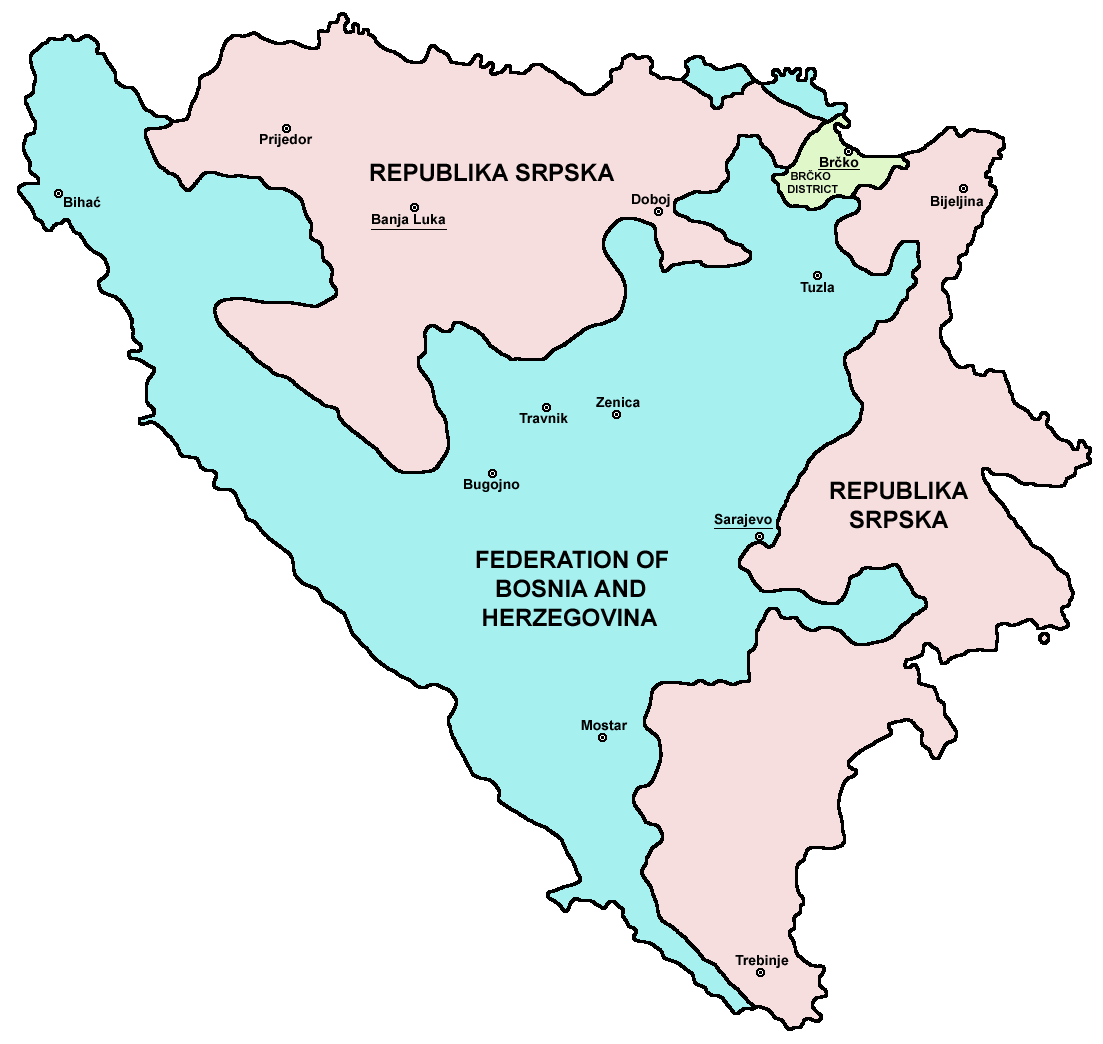
Federacja Bośni i Hercegowiny i Republika Serbska

Bośnia i Hercegowina składa się z dwóch głównych części składowych, którymi są Federacja Bośni i Hercegowiny i Republika Serbska. Na wspólnym terenie obydwu tych części leży Dystrykt Brczko, pozostający pod kontrolą międzynarodową.
Od pewnego czasu skonfliktowani politycy Bośni i Hercegowiny grożą proklamowaniem niepodległości Republiki Serbskiej lub jej oderwaniem w celu przyłączenia jej do Serbii. Inni z nich wskazują na niekorzystną dla kraju dynamikę polityczną w wyniku jej zaistnienia lub zbrodnie popełnione przeciwko Bośniakom w imieniu Wielkiej Serbii czy utworzenia Republiki Serbskiej (ludobójstwo) i działają na rzecz zlikwidowania tego tworu administracyjnego. 12 października 2008 wypowiedź Miroslava Lajčáka, Wysokiego Przedstawiciela dla Bośni i Hercegowiny, w Sarajewie, już po wyborach samorządowych w tym kraju, wskazała zdecydowanie, że Republika Serbska ani nie zaniknie, ani nie oderwie się od Bośni i Hercegowiny.

## Gospodarka
Największe znaczenie w gospodarce Bośni i Hercegowiny mają: leśnictwo, górnictwo i energetyka. Na terenie Bośni i Hercegowiny znajdują się eksploatowane złoża: rudy żelaza, węgla brunatnego, soli kamiennej, rud cynku i ołowiu oraz azbestu. Transport jest słabo rozwinięty, a największe znaczenie ma kolej.
Bezrobocie w Bośni wynosi ponad 30%.
PKB na 1 mieszkańca: 5445 EUR (2020).

### Turystyka
W 2016 roku kraj ten odwiedziło 777 tys. turystów (14,5% więcej niż w roku poprzednim), generując dla niego przychody na poziomie 709 mln dolarów.

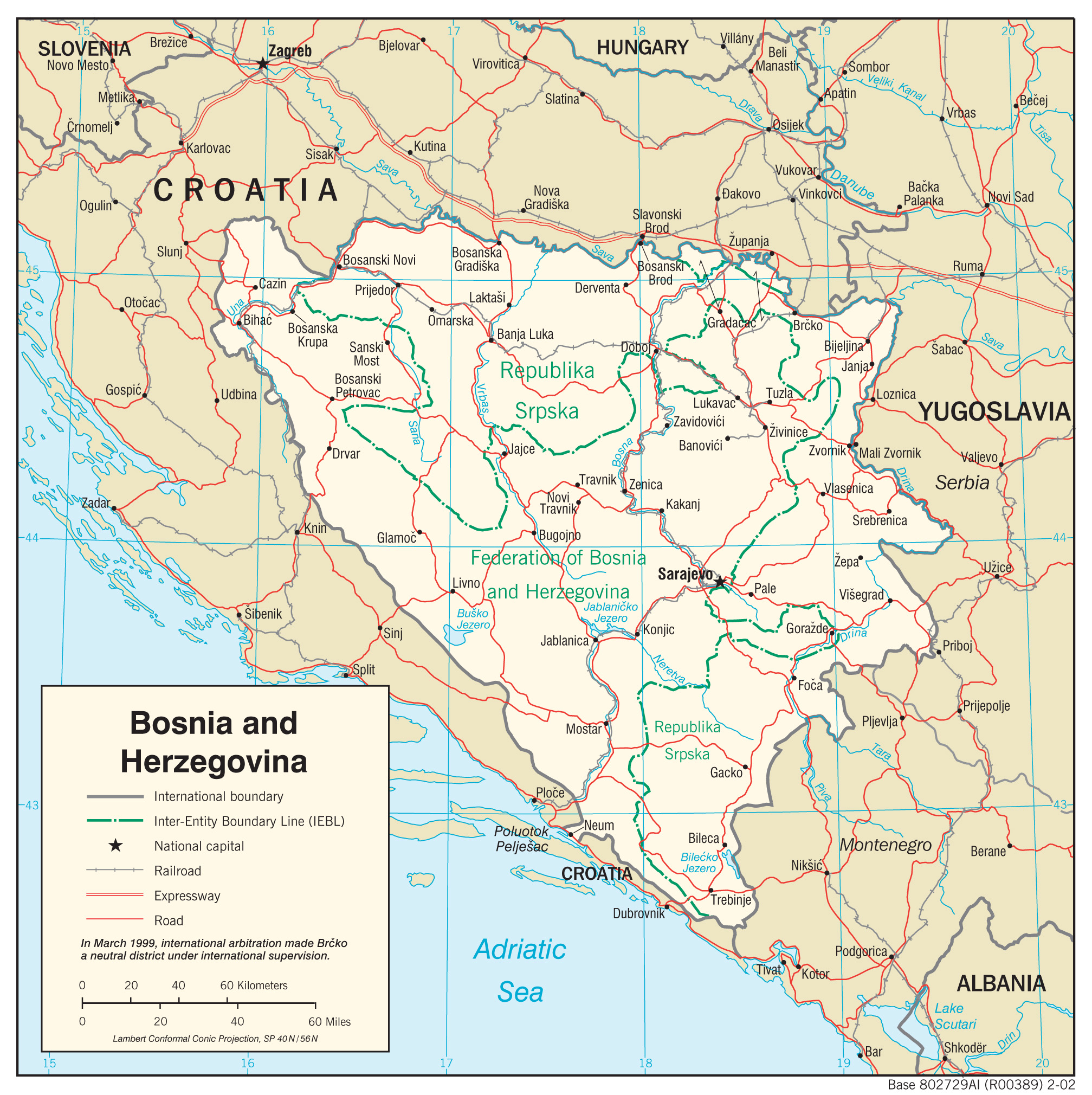
Sieć transportowa w Bośni i Hercegowinie

## Kultura

### Radio i telewizja
W Bośni i Hercegowinie są w większości kontrolowane przez 3 partie: Partię Akcji Demokratycznej, Chorwacką Wspólnotę Demokratyczną w Bośni i Hercegowinie i Serbską Partię Demokratyczną. Działalność radia i telewizji nadzorują 2 instytucje: Serbskie Radio i Telewizja (SRT), w której 1997 nastąpił rozłam programowy między studiem w Pale i studiem w Banja Luce, oraz Bosanskohercegovačka radiotelevizija (BHRT). Radio (działające od 1945) nadaje 4 programy w językach: serbskim, chorwackim i bośniackim, telewizja (założona 1969) – 2 programy, w tych samych językach. Ponadto zgodnie z duchem porozumienia z Dayton, w Bośni i Hercegowinie działa kilka lokalnych, niezależnych stacji radiowych i telewizyjnych: kompanie telewizyjne Hajat (Sarajewo) i Zetel (Zenica) oraz utworzone 1996 wraz ze stacjami RTV w Mostarze i Tuzli – TVIN-TV International Network. W Bośni i Hercegowinie działają też Chorwackie Radio Herceg-Bosna z siedzibą w Mostarze oraz Serbskie Radio Banja Luka, założone w 1997 jako niezależne radio powstałe w wyniku rozłamu w SRT.

### Prasa
Większość gazet w Bośni i Hercegowinie przestała się ukazywać w czasie wojny od 1992 do 1995. Jedynie poranny sarajewski dziennik „Oslobođenje”, założony w 1943, jest wydawany nieprzerwanie. W 1998 osiągnął nakład 56 tysięcy egzemplarzy. Ponadto ukazują się: dziennik „Večernje novine”, założony w 1964, w nakładzie 15 tysięcy egzemplarzy, „Glas Srpske”, rządowy dziennik Republiki Serbskiej, nakład 1900 egzemplarzy oraz niezależny chorwacki dziennik „Horizont”, założony w 1996, ukazujący się w Mostarze. Wśród czasopism najważniejszymi są ilustrowany tygodnik „Svijet”, wychodzący w Sarajewie oraz „Zadrugar”, tygodnik dla rolników, założony w 1945 r.